# 三原城隍庙
34°37′14″N 108°55′37″E / 34.62056°N 108.92694°E
三原城隍庙位于中国陕西省咸阳市三原县城关街道东渠岸街中段，是陕西省保存最完整的城隍庙，2001年被列为第五批全国重点文物保护单位。城隍庙同时也是三原县博物馆所在地，是国家三级博物馆和AAA级旅游景区。
三原城隍庙始建于明洪武八年（1375年），后多次维修扩建。建筑群坐北朝南，占地13390平方米，宫廷式建筑风格。其中轴线纵贯分布有三道门、四重牌坊、五座楼阁、六个院落，以明代建筑为主。主体建筑大殿面阔五间，进深四间，单檐歇山顶。

## 建筑群
现存建筑群由南向北依次为照壁、木牌坊、山门、东西廊房、木牌坊、东西廊房、石牌坊、戏楼、东西庑、钟楼和鼓楼、木牌坊、东西陪殿、月台、大殿、明禋亭和寝宫，以及寝宫东侧的财神殿，西侧的慈航殿已不存，西陪殿西侧则有西华殿。

## 牌坊
城隍庙有四重牌坊。照壁与山门之间为一座四柱三间三楼木牌坊，上书“威灵昭应祠”。东西廊房之间四柱三间三楼木牌坊上书“陟降在兹”，四柱三间三楼仿木构石牌坊上书“明灵保障”和“监观”。中院木牌坊位于大殿月台之前，是衬托大殿的辅助建筑之一，上书“明灵奠佑”，始建于明万历十五年（1588年），清咸丰三年（1853年）重修。坊高13米，长13.1米，宽4.7米，三楼歇山顶，由四根通柱承托以八根侧柱组成三角支架体。斗拱结构层叠，有条不紊，昂头雕刻58个童子，额方、挂落、花板等结构件上雕刻有八仙过海等故事图案。

## 戏楼
戏楼始建于清乾隆二十二年（1757年），九脊歇山顶，以前重檐后单檐而著名。楼高13米，长15.9米，宽17米。额方、雀替及挂落等构件上有木雕“鸣凤朝阳”和“龙吟虎啸”等图案。戏楼两侧的东西庑分别为唐代出土文物展厅和于右任书法真迹展厅。

## 钟楼与鼓楼
钟楼于鼓楼均始建于明洪武八年，两楼为对称建筑，高17.5米，方形三重檐十字歇山顶，顶有3米高“高明”，十二根明柱承载楼体。钟楼第二层正中悬“敕封八卦感应神钟”，钟高3米，重万余斤。鼓楼第二层正中悬“敕封太极奠佑神鼓”。鼓面直径1.5米。

## 大殿
大殿为城隍庙主体建筑，始建于明洪武八年，由前拜殿和后献殿相连而成，两殿分别为卷棚歇山顶和十一脊歇山顶，总面积736平方米。拜殿外匾额上书“城隍殿”，殿内东西两侧陈列“十殿阎君”庙藏画。献殿正中塑有6米高城隍像，相传以被唐玄宗封为城隍的三原人李靖为原型。城隍两侧分别为观音和城隍夫人，殿内东西则塑有四大天王，城隍背后为钟馗塑像。

## 庙画
拜殿内藏“十殿阎君”画，俗称庙画，属宗教绘画类，画史统称为道释画。共展示二十一幅庙画系明清民间画工根据道教所传绘制的“十殿阎君”图，反映阴曹地府、鬼门关、六道轮回和上刀山、下火海、下油锅、扯锯分身和剖腹挖心等十殿刑法。画中包含各类人物走兽、山水花鸟、楼堂殿阁、兵器刑具，各类神袛鬼卒共有七百一十一位。庙画采用工笔重彩技巧，着色用推金沥粉等传统方法，突出青、灰、蓝、绿，以渲染阴森神秘及恐怖森严的气氛。现存部分庙画已有残缺，部分仍可清晰辨识位于图画下角的供奉人姓名。

## 寝宫
位于城隍庙最北的寝宫始建于明成化二十二年（1486年），总面积697平方米，由门、亭、廊、殿、楼组成并以厚墙密封。面壁以琉璃件嵌“二龙戏珠”和“凤凰戏牡丹”图案。中部明禋亭将宫门与寝殿联为一体。寝殿楼为三重檐九脊歇山顶，共两层，高18米。寝殿内展出馆藏雕刻艺术，多为明清木质、石质、铜质等宗教塑像及其他民间工艺品。